# قنينة لدنة

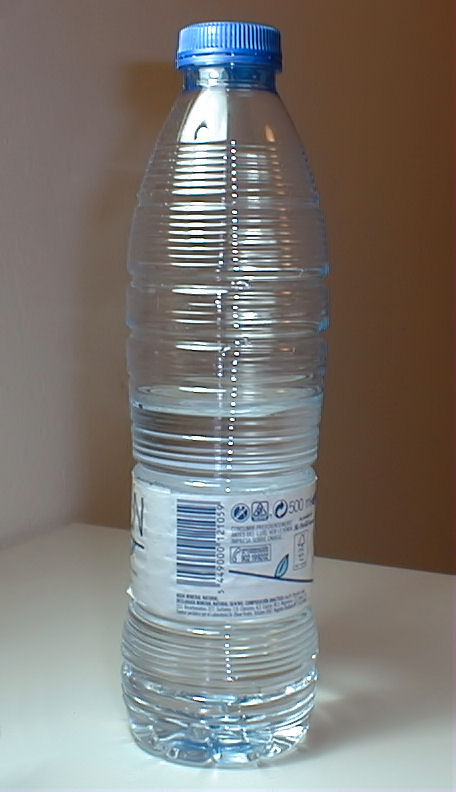
زجاجة المياه. في جميع أنحاء العالم، تم بيع 480 مليار من زجاجات الشرب البلاستيكية في عام 2017 (وتم إعادة تدوير أقل من نصفها).

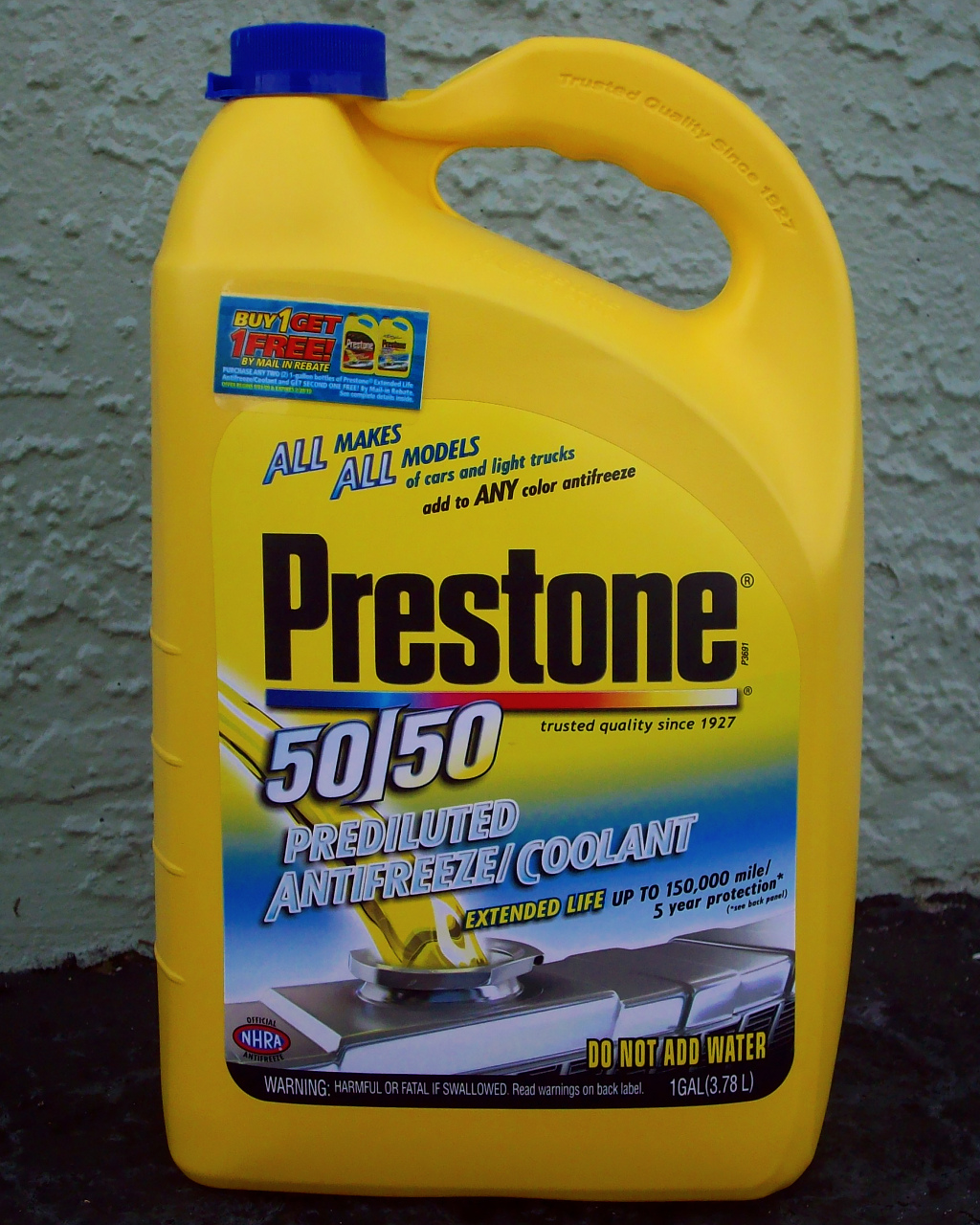
زجاجة بلاستيكية لمضاد التجمد

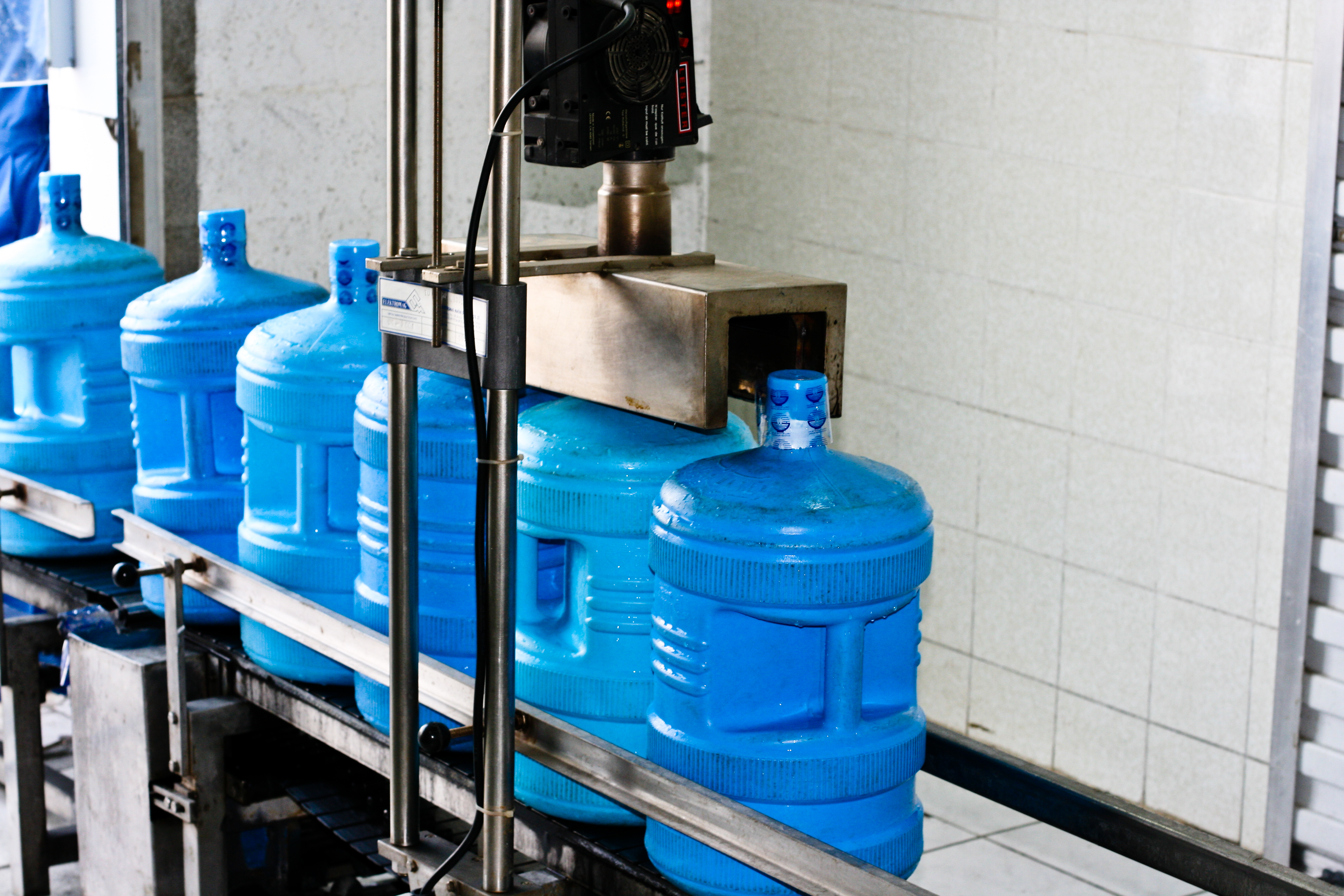
زجاجات مياه بلاستيكية كبيرة

القنينة اللدنة عبارة عن زجاجة مصنوعة من اللدائن عالية الكثافة أو منخفضتها. تُستخدم الزجاجات البلاستيكية عادةً لتخزين السوائل مثل الماء والمشروبات الغازية وزيت المحرك وزيت الطهي والأدوية والشامبو والحليب والحبر. ويتراوح حجمها من زجاجات صغيرة جدا إلى قوارير كبيرة. غالبًا ما تحتوي القوارير المصبوبة بالنفخ على مقابض متكاملة أو يتم تشكيلها لتسهيل حملها.
تم اختراع البلاستيك في القرن التاسع عشر وكان يستخدم في الأصل ليحل محل المواد الشائعة مثل العاج والمطاط واللك. تم استخدام الزجاجات البلاستيكية لأول مرة تجاريًا في عام 1947 ولكنها ظلت باهظة الثمن نسبيًا حتى أوائل الخمسينيات من القرن الماضي عندما تم إدخال البولي إيثيلين عالي الكثافة.  سرعان ما أصبحت شائعة لدى كل من المصنعين والعملاء بسبب طبيعتها خفيفة الوزن، وإنتاجها المنخفض نسبيًا، وتكاليف النقل مقارنة بالزجاجات الزجاجية. ومع ذلك، فإن أكبر ميزة تتمتع بها الزجاجات البلاستيكية على نظيراتها الزجاجية هي مقاومتها الفائقة للكسر، في كل من الإنتاج والنقل. باستثناء النبيذ والبيرة، استبدلت صناعة المواد الغذائية بالكامل تقريبًا الزجاجات بالزجاجات البلاستيكية.

## إنتاج

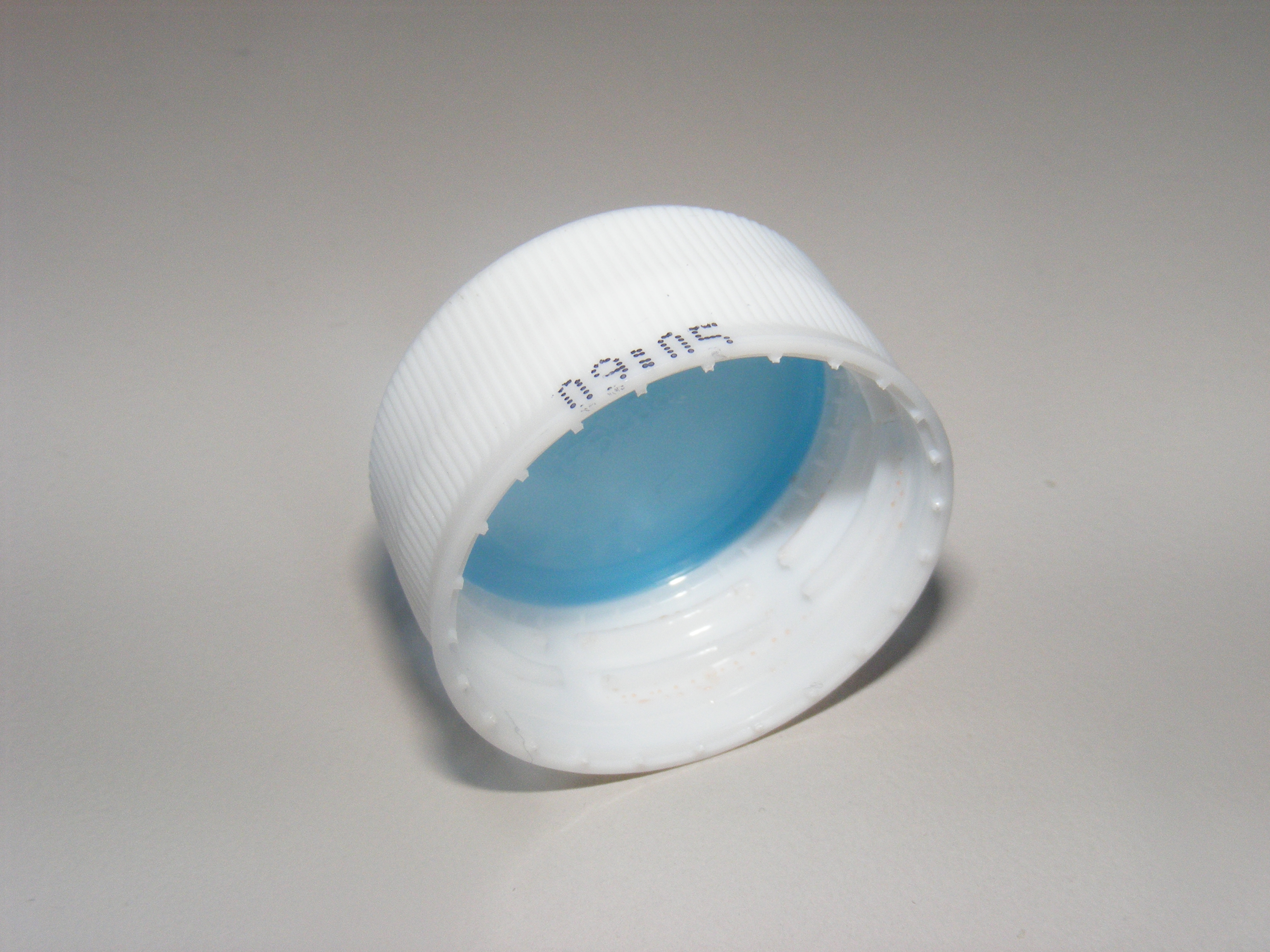
غطاء زجاجة من البولي بروبلين

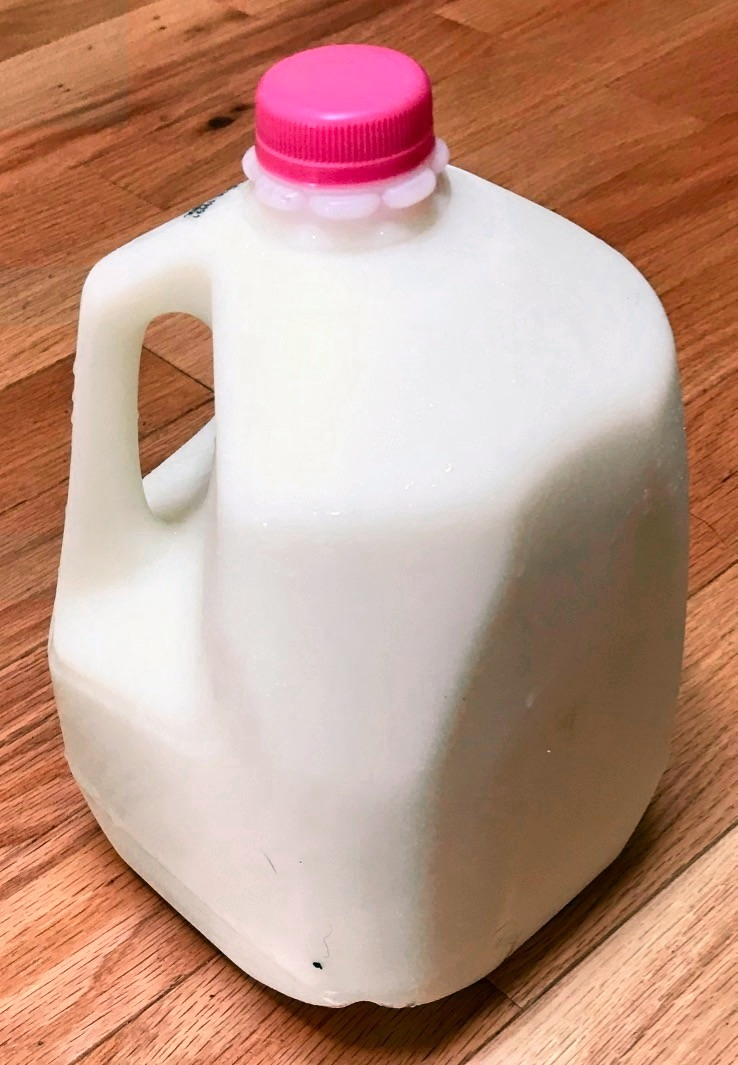
زجاجة الحليب البلاستيكية: HDPE رمز إعادة التدوير 2

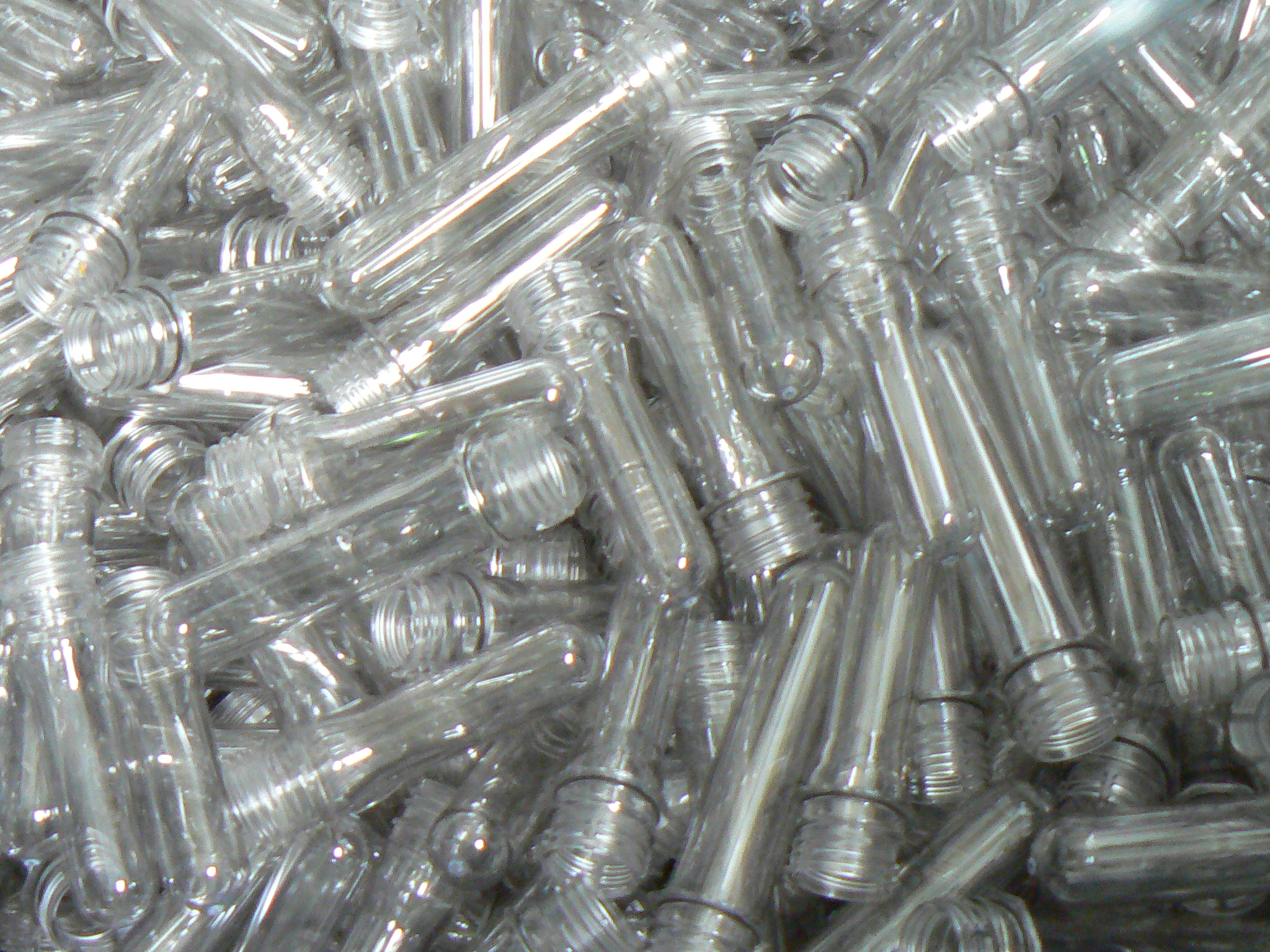
يتم تشكيل زجاجة PET قبل النفخ والتعبئة ووضع العلامات

تختلف المواد المستخدمة في تصنيع الزجاجات البلاستيكية حسب التطبيق.

### راتنجات البتروكيماويات
البولي إيثيلين عالي الكثافة (HDPE)
هو الراتينج الأكثر استخدامًا للزجاجات البلاستيكية. هذه المادة اقتصادية ومقاومة للصدمات وتوفر حاجزًا جيدًا للرطوبة. يتوافق البولي إيثيلين عالي الكثافة مع مجموعة واسعة من المنتجات بما في ذلك الأحماض والمواد الحارقة ولكنه غير متوافق مع المذيبات. يتم تصنيفه في درجة غذائي المعتمدة من قبل إدارة الأغذية والدواء (FDA). البولي إيثيلين عالي الكثافة شفاف ومرن بشكل طبيعي. ستؤدي إضافة اللون إلى جعل HDPE معتمًا، ولكن ليس لامعًا. بينما يوفر البولي إيثيلين عالي الكثافة حماية جيدة في درجات حرارة أقل من درجة التجمد، لا يمكن استخدامه مع المنتجات المعبأة فوق 190 °ف (88 °م) أو المنتجات التي تتطلب ختمًا محكمًا (فراغ).
HDPE المعالج بالفلور
تتعرض هذه الزجاجات لغاز الفلور في عملية ثانوية، وتشبه في مظهرها البولي إيثيلين عالي الكثافة، وتعمل كحاجز أمام الهيدروكربونات والمذيبات العطرية. قد تحتوي الزجاجات المعالجة بالفلور على مبيدات حشرية، ومبيدات أعشاب، ومواد كيميائية للتصوير الفوتوغرافي، ومواد كيميائية زراعية، ومنظفات منزلية وصناعية، ومواد كيميائية إلكترونية، ومنظفات ومذيبات طبية، ومنتجات الحمضيات، وليمونين، ونكهات، وعطور، وزيوت أساسية، ومواد خافضة للتوتر السطحي، ومواد تلميع، ومواد مضافة. منتجات تنظيف الجرافيتي، مبيدات ما قبل النمو، منتجات العناية بالحجر والبلاط، الشموع، مخفف الطلاء، البنزين، الديزل الحيوي، الزيلين، الأسيتون، الكيروسين والمزيد.
بولي إيثيلين منخفض الكثافة (LDPE)
يتشابه البولي إثيلين المنخفض الكثافة في تكوينه مع البولي إيثيلين عالي الكثافة. إنه أقل صلابة وأقل مقاومة للمواد الكيميائية بشكل عام من البولي إيثيلين عالي الكثافة، ولكنه أكثر شفافية. يستخدم البولي إثيلين المنخفض الكثافة في المقام الأول لتطبيقات الضغط. يعتبر البولي إثيلين منخفض الكثافة أغلى بكثير من البولي إيثيلين عالي الكثافة.
بولي إيثيلين تيريفثاليت (PET ، PETE) / بوليستر
يستخدم هذا الراتينج بشكل شائع في المشروبات الغازية وزجاجات المياه وتغليف المواد الغذائية. يوفر البي أي تي خصائص مقاومة في حجز الكحول والزيوت الأساسية بشكل جيد جدًا، ومقاومة كيميائية جيدة بشكل عام (على الرغم من أن الأسيتون والكيتونات تتلف البي أي تي)، كما يقاوم الصدمات بدرجة عالية وكذلك قوة الشد. تعمل عملية التوجيه على تحسين خصائص حجز الغاز والرطوبة وقوة التأثير. هذه المادة ليست مقاومة في درجات الحرارة العالية. درجة الحرارة القصوى هي 200 °ف (93 °م) .
بولي كربونات (PC)
هو عبارة عن بلاستيك شفاف يستخدم في صنع زجاجات الحليب والماء. زجاجات المياه سعة 5 جالون هي تطبيق شائع للبولي كربونايت.
البولي بروبلين (PP)
يستخدم البولي بروبلين بشكل أساسي في البرطمانات والأغطية. إنه صلب ويشكل حاجزًا أمام الرطوبة. مادة البولي بروبيلين مستقرة عند درجات حرارة تصل إلى 220 °ف (104 °م) . إنه قابل للتعقيم بالبخار. يعد توافق PP مع درجات حرارة التعبئة العالية مسؤولاً عن استخدامه مع منتجات التعبئة الساخنة. يتمتع PP بمقاومة كيميائية ممتازة، ولكنه ضعيف المقاومة في درجات الحرارة الباردة.
البوليسترين (PS)
شفاف وصلب. يستخدم بشكل شائع مع المنتجات الجافة، بما في ذلك الفيتامينات والهلام النفطي والتوابل. لا يوفر الستايرين خصائص حاجز جيدة، ويظهر مقاومة تأثير ضعيفة.
كلوريد البوليفينيل (PVC)
يعتبر خالصا طبيعيا. ويتمتع بمقاومة عالية للزيوت، ولا ينقل سوى القليل جدًا من الأكسجين. إنه يوفر حاجزًا قويًا لمعظم الغازات، كما أن مقاومة تأثير السقوط جيدة جدًا أيضًا. هذه المادة مقاومة كيميائيًا، لكنها عرضة لبعض المذيبات. الـPVC لديه مقاومة ضعيفة لدرجات الحرارة المرتفعة وسوف يتشوه عند 160 °ف (71 °م) ، مما يجعلها غير متوافقة مع المنتجات المملوءة بالحرارة. لقد اكتسبت سمعة سيئة في السنوات الأخيرة بسبب المخاطر الصحية المحتملة.
راتينج ما بعد الاستهلاك (PCR)
هو عبارة عن مزيج من البولي إيثيلين عالي الكثافة الطبيعي المسترجعة (بشكل أساسي من حاويات الحليب والماء) والراتنج البكر. يتم تنظيف المواد المعاد تدويرها وطحنها وإعادة جمعها في كريات موحدة جنبًا إلى جنب مع المواد الأولية المصممة خصيصًا لتقليل الإجهاد البيئي. لا توجد أي رائحة عند تفاعل البوليميراز المتسلسل ولكنه يظهر صبغة صفراء طفيفة في حالته الطبيعية. يمكن إخفاء هذه الصبغة بإضافة اللون. تتم معالجة PCR بسهولة وغير مكلفة. ومع ذلك، لا يمكن أن يتلامس مباشرة مع المنتجات الغذائية أو الصيدلانية. البوليميراز يمكن أن تنتج في مجموعة متنوعة من نسب المحتوى المعاد تدويره تصل إلى 100٪.
كي-راتنج (SBC)
هو عبارة عن راتينج عالي الشفافية عالي اللمعان ومقاوم للصدمات. يتم معالجة كي-راتنج (K-Resin)، وهو مشتق من الستايرين، على معدات البولي إيثيلين. إنه غير متوافق على وجه التحديد مع الدهون والزيوت أو المذيبات غير المشبعة. تُستخدم هذه المواد للعرض والتعبئة والتغليف عند نقاط الشراء.

### مواد أخرى
البلاستيك الحيوي
البلاستيك الحيوي هو هيكل بوليمر يعتمد على المواد البيولوجية المعالجة بدلاً من البتروكيماويات. عادة ما يتم تصنيع البلاستيك الحيوي من مصادر متجددة مثل النشا والزيوت النباتية، وأقل شيوعًا من ريش الدجاج. تكمن الفكرة وراء البلاستيك الحيوي في إنشاء مادة بلاستيكية لديها القدرة على التحلل البيولوجي.
بيسفينول أ (BPA):
بيسفينول A هو مركب اصطناعي يستخدم كمواد خام في تصنيع مثل هذه المواد البلاستيكية مثل البولي كربونات وراتنجات الايبوكسي. توجد عادة في حاويات المشروبات القابلة لإعادة الاستخدام وحاويات تخزين الطعام والأطعمة المعلبة ولعب الأطفال وإيصالات تسجيل النقدية. يمكن أن تتسرب مادة البيسيفينول إلى الأطعمة أو المشروبات.

## القضايا الصحية والبيئية
هناك قلق مستمر بشأن استخدام البلاستيك في حلول تغليف أغذية المستهلك ، والأثر البيئي للتخلص من هذه المنتجات، فضلاً عن المخاوف المتعلقة بسلامة المستهلك. تشير كارين مايكلز، الأستاذة المساعدة في كلية الطب بجامعة هارفارد، إلى أن تسرب السموم من البلاستيك قد يكون مرتبطًا باضطرابات في البشر مثل العقم والسرطان. في الآونة الأخيرة، تم فحص بعض زجاجات المياه المصنوعة من البوليسترين والبولي كربونات للتأكد من عدم تلوثها من قبل الأستاذ. وليد توفيق في جامعة القاهرة باستخدام طريقة التحليل الطيفي بالليزر المتقدمة. تم العثور على الألومنيوم والسيانيد كعناصر أثرية في العينات التي تم فحصها ولكنهما يعتبران من العناصر السامة وفقًا لإدارة الغذاء والدواء الأمريكية FDA. في الولايات المتحدة، يتم تنظيم زجاجات المياه البلاستيكية من قبل إدارة الغذاء والدواء الأمريكية (FDA) التي تقوم أيضًا بفحص عينات المياه المعبأة وأخذ عينات منها بشكل دوري. تحظى مصانع زجاجات المياه البلاستيكية بأولوية منخفضة في التفتيش بسبب سجل السلامة الجيد باستمرار. في الماضي، أكدت إدارة الغذاء والدواء الأمريكية (FDA) أن هناك نقصًا في البيانات البشرية التي تظهر أن المواد البلاستيكية تسبب مشاكل صحية. ومع ذلك، في يناير 2010، عكست إدارة الغذاء والدواء الأمريكية رأيها قائلة إن لديهم الآن مخاوف بشأن المخاطر الصحية . أفاد مقال نُشر في 6 نوفمبر 2017 في واتر ريسيرش عن محتوى البلاستيك الدقيق في المياه المعدنية المعبأة في عبوات بلاستيكية أو زجاجية أو علب مشروبات. في عام 2018، كشفت الأبحاث التي أجرتها شيري ماسون من جامعة ولاية نيويورك في فريدونيا عن وجود جزيئات البولي بروبلين والبوليسترين والنايلون والبولي إيثيلين تيريفثاليت في زجاجات بلاستيكية. تم العثور على مادة البولي بروبيلين لتكون المادة البوليمرية الأكثر شيوعًا (54٪) والنايلون ثاني أكثر المواد البوليمرية وفرة (16٪). ذكرت الدراسة أيضًا أن البولي بروبلين والبولي إيثيلين عبارة عن بوليمرات تستخدم غالبًا في صنع أغطية الزجاجات البلاستيكية. كما وجد أن 4٪ من جزيئات البلاستيك المسترجعة تحمل بصمات زيوت تشحيم صناعية تغلف البوليمر. تمت مراجعة البحث من قبل أندرو مايز من كلية الكيمياء بجامعة إيست أنجليا (UEA)  اقترحت هيئة سلامة الأغذية الأوروبية أن معظم اللدائن الدقيقة يفرزها الجسم، ولكن منظمة الأمم المتحدة للأغذية والزراعة حذرت من احتمال أنه يمكن أن تدخل الجزيئات الصغيرة (<1.5 ميكرومتر) إلى مجرى الدم والأعضاء عبر جدار الأمعاء.

## الوسم

رمز تعريف الراتنج للمنتجات البلاستيكية PET.

يتم تمييز الزجاجات البلاستيكية في قاعدتها برمز تعريف الراتنج للإشارة إلى المواد المستخدمة.   
يتم إرفاق ملصقات المنتجات بمادة لاصقة أو يتم تقليصها لتناسب. وضع العلامات داخل القالب هو عملية وضع الملصق في الزجاجة أثناء التشكيل.

## أنواع التخصص

### زجاجة قابلة للطي
زجاجة الأكورديون أو الزجاجة القابلة للطي عبارة عن زجاجة بلاستيكية مصممة لتخزين المواد الكيميائية فيالغرفة المظلمة أو أي مادة كيميائية أخرى شديدة الحساسية للأكسدة. إنهم تعمل من خلال القدرة على الضغط لأسفل لإزالة الهواء الزائد من الزجاجة لإطالة عمر المنتج. فائدة بديلة هي تقليل مساحة التخزين أو النقل أو التخلص عندما تكون الزجاجة فارغة أو عندما يتم تفريغ المحتوى، على سبيل المثال مع زجاجات المياه التي يستخدمها المتنزهون. تمكن الزجاجات القابلة للطي أيضًا إلى الحفاظ على الأطعمة طازجة.

### كتب
- سوروكا، دابليو. (2002). أساسيات تكنولوجيا التغليف . IoPP.(ردمك 1-930268-25-4)رقم ISBN 1-930268-25-4
- يام، كوالالمبور (2009). موسوعة تكنولوجيا التغليف . 978-0-470-0870

## روابط خارجية
- مواد الزجاجات البلاستيكية وخصائصها
- دليل لاستخدام ملصق UPC على الزجاجات البلاستيكية بما في ذلك الطباعة
- معلومات PET الحبيبية
- إعادة تدوير بلاستيك PET
- الأسئلة المتداولة حول سلامة الزجاجات البلاستيكية